# Joika - A un passo dal sogno
Joika - A un passo dal sogno (Joika) è un film del 2023 diretto da James Napier.

## Trama
Joy Womack diventa l'unica americana ad essere mai stata ammessa al celebre balletto Bol'šoj di Mosca, ma la sua sarà una strada di durezza e sacrifici.

## Distribuzione
Il film è stato presentato in anteprima al Festival del cinema americano di Deauville il 9 settembre 2023. È stato distribuito nelle sale cinematografiche italiane da Eagle Pictures a partire dal 2 novembre 2023.